# غريدي أدكينز
غريدي أدكينز (بالإنجليزية: Grady Adkins)‏ هو لاعب كرة قاعدة أمريكي، ولد في 29 يونيو 1897 في جاكسونفيل في الولايات المتحدة، وتوفي في 31 مارس 1966 في ليتل روك في الولايات المتحدة.

## وصلات خارجية
- غريدي أدكينز على موقعبيزبول رفرنس.كوم (الدوري الرئيسي) (الإنجليزية)
- غريدي أدكينز على موقعبيزبول رفرنس.كوم (الدوري الثانوي) (الإنجليزية)
- غريدي أدكينز على موقع مشجعي الرسوم البيانية (الإنجليزية)